# 非支配株主持分
非支配株主持分（ひしはいかぶぬしもちぶん）は、連結子会社の資本のうち連結親会社の持分に属しない部分、およびそれを表す勘定科目の一つである。かつては少数株主持分（英: Minority Interest）と称した。
支配獲得日の非支配株主持分は、連結子会社の資本（個別貸借対照表上の純資産および評価差額）から非支配株主の持分比率を乗じて測定される。その後は、資本および持分比率の変化により増減する。通常は、当該連結子会社の株主資本の額、その他包括利益累計額に、発行済み株式数のうち親会社及び親会社のその他の子会社が保有する株式を除いた比率を乗じることにより算出される。

## 少数株主持分からの呼称変更
通常、連結親会社は他の企業の議決権を過半数所有することで支配を獲得する。しかし、現行の会計基準では、所有する議決権を過半数に届かない（または議決権を所有していない）場合であっても、特定の要件に該当すれば支配の獲得が認められる（支配力基準）。そのため、「少数株主持分」よりも「非支配株主持分」のほうがより正確な表現であるという指摘があり、平成25年改正連結基準では上記の考えにより「少数株主持分」が「非支配株主持分」へと改められた。